# 耶律麗妃
耶律麗妃（?—?），金朝第四代皇帝完颜亮之妃。
完颜亮任宰相時，妾只有三人。耶律氏和萧氏为第三娘子。完颜亮刚刚即位，封正妻岐国妃徒单氏为惠妃，后为皇后。第二娘子大氏封贵妃，第三娘子萧氏封昭容，耶律氏封修容。修容耶律氏在天德四年（1152年），进封昭媛，贞元元年（1153年），进封昭仪。贞元三年（1155年），进封丽妃。完颜亮即位之初，后宫只有这三个人，尊卑之叙，等威之辨，若有可观。后来扩充后宫，把获罪的大臣的妻女都纳入后宫。